# Dichromodes haematopa
Dichromodes haematopa är en fjärilsart som beskrevs av Turner 1906. Dichromodes haematopa ingår i släktet Dichromodes och familjen mätare. Inga underarter finns listade i Catalogue of Life.